# Саблуков, Александр Александрович (1746)
Александр Александрович Саблуков (11 февраля 1749 — 7 мая 1828) — сенатор, член Государственного совета, президент Мануфактур-коллегии.

## Биография
Происходил из дворянского рода происхождения Саблуковых, с середины XVII в. состоявшего на российской службе. Сын коллежского советника (с 1759), бывшего ранее придворным служителем (с 1732), камер-лакеем (с 1738) императрицы Елизаветы Петровны и впоследствии, с 1752 года её кофешенком, Александра Ульяновича Саблукова (1712—1773) и жены его Агафьи Яковлевны Довбежко (1717—1769).
Получил домашнее образование. 2 июля 1759 года представлен на 1-й смотр в Герольдмейстерскую контору. Начал службу при дворе 26 августа 1762 года пажом, с 26 февраля 1766 года — камер-паж. 22 сентября 1767 года произведён в поручики лейб-гвардии Преображенского полка; капитан-поручик с 6 января 1771 года. В августе этого же года был командирован в Москву, в числе других офицеров, для усмирения беспорядков, возникших в связи с свирепствовавшей там моровой язвы и, за особое усердие, 6 ноября 1771 года произведён в гвардии капитаны и камер-юнкеры. 26 мая 1778 года произведён в бригадиры, но вскоре оставил военную службу.
В мае 1780 года избран заседателем верхнего земского суда Санкт-Петербургской губернии. В ноябре того же года переведен на службу в Экспедицию о государственных доходах «на место статского советника». 8 марта 1782 года назначен управляющим Петербургским казначейством для штатных сумм, в том же году избран заседателем Петербургского верхнего земского суда. С 6 августа 1783 года — действительный статский советник, а со 2 сентября того же года — тайный советник. 20 апреля 1794 года назначен управляющим 2-й экспедиции о государственных доходах.
В начале царствования императора Павла I с 19 декабря 1796 года назначен сенатором, с 26 декабря того же года — в Департаменте тяжебных дел Сената. По поручению генерал-прокурора Саблуков вносил в Совет Его Императорского Величества генеральную ведомость о государственных доходах и расходах на 1797 год, а также составленные им ведомости о суммах продовольствия для войск и о числе душ, дающих и не дающих хлебную подать. С этого времени началось быстрое служебное возвышение Саблукова. С 11 апреля по 20 ноября 1797 года был товарищем министра Департамента уделов (с оставлением сенатором). 28 октября 1797 года назначен во Временный апелляционный департамент Сената. С 20 ноября назначен президентом Мануфактур-коллегии. С 27 мая 1799 года — почетный опекун Петербургского присутствия Опекунского совета (с оставлением в занимаемых должностях).

В 1799 году А. А. Саблукова постигла короткая государева опала. По Указу Императора 8 декабря он был уволен от службы и со всех должностей (за «недельное и ни на чём не основанное представление комиссариату в рассуждении цветов сукон») с повелением высылки из Санкт-Петербурга. По воспоминаниям его сына, в момент получения указа Саблуков лежал больной в постели в сильном жару и чуть не бредил. Но спустя три часа после получения распоряжения о выезде из столицы он уже выезжал за городскую заставу, лежа в карете, куда его внесли крепко закутанным в теплую одежду.
Впрочем, 14 декабря он снова был принят на службу и вступил в прежние должности сенатора, президента Мануфактур-коллегии и попечительского опекуна. С 29 декабря 1799 года по 19 сентября 1800 года управлял экспедицией опекунского совета о заложенных деревнях (в отсутствие князя П. П. Щербатова). 5 марта 1800 года был уволен от должности президента Мануфактур-коллегии и 25 мая того же года произведён в действительные тайные советники.
При Александре I был назначен (с 1 января 1810 года) членом вновь учреждённого Непременного (затем — Государственного) совета, где в течение двадцати лет принимал активное участие в обсуждении многих важных дел. С 17 января назначен в Департамент государственной экономии, а с 31 октября 1821 года — в Департамент гражданских и духовных дел.
С 1799 года он состоял почётным опекуном Санкт-Петербургского воспитательного дома, с 1804 по 7 марта 1806 — управляющим Больницей для бедных в Санкт-Петербурге, а в 1824 году назначен председателем Санкт-Петербургского опекунского совета.
С 1804 года состоял членом Петербургского Английского собрания.
В 1816 году Саблукову было пожаловано 10 тысяч десятин земли в разных губерниях по его личному выбору (20 июля 1818 года утверждено за ним 602 десятины в Габановской пустыни Олонецкого уезда, затем 3062 десятин в Оренбургской губернии; выбор не был завершён).
Последние годы жизни жил в Петербурге в собственном доме на Набережной Невы, д. 26, в котором собирались многие министры и дипломаты. Скончался в 1828 году и был похоронен на Лазаревском кладбище Александро-Невской лавры. Письма Саблукова из Москвы о чуме были напечатаны в «Русском Архиве» в 1866 году.

## Награды и почётные звания
- 22 сентября 1786 года — орден Святого Владимира 2 степени
- 1 января 1795 года — Орден Святой Анны I степени
- 5 марта 1799 года — орден Святого Александра Невского
- 19 октября 1800 года — орден Святого Иоанна Иерусалимского (Россия)

## Семья
Был женат на Екатерине Андреевне Волковой (1746—14.04.1820), дочери гвардии майора Андрея Андреевича Волкова, сестре драматурга; кавалерственной даме Ордена Святой Екатерины. Была женщиной высокообразованной и гуманной. Умерла в Петербурге, похоронена в Александро-Невской лавре. В браке имела детей:
- Александр Александрович (18.06.1775[5]— ?), крещен 27 июня 1775 года в церкви Рождества Пресвятой Богородицы при Невской перспективе при восприемстве М. И. Мордвинова.
- Николай Александрович (1776—1848), генерал-майора, автора «Записок» о времени императора Павла I.
- Екатерина Александровна (13.09.1777[6]—1846), крещена 17 сентября 1777 года в церкви Рождества Пресвятой Богородицы при Невской перспективе при восприемстве М. И. Мордвинова и А. Я. Волкова; фрейлина, замужем за действительным статским советником, камергером П. П. Бакуниным.
- Наталья Александровна (18.08.1778[7]—1855), замужем за шталмейстером А. И. Мухановым.
- Варвара Александровна
- Александр Александрович (22.10.1784—1857), генерал-лейтенант, военный инженер и изобретатель.
- Софья Александровна (12.12.1787—1875), фрейлина, мемуаристка и писательница, замужем за генерал-лейтенантом князем В. А. Мадатовым.

- Екатерина Андреевна,
 жена
- Николай,
сын
- Екатерина,
дочь